# Bucculatrix ramallahensis
Bucculatrix ramallahensis är en fjärilsart som beskrevs av Hans Georg Amsel 1935. Bucculatrix ramallahensis ingår i släktet Bucculatrix och familjen kronmalar. Inga underarter finns listade i Catalogue of Life.